# Better Off Dead
Better Off Dead (deutsch „Dann lieber tot“) ist ein Musiktitel des britischen Sängers und Komponisten Elton John; der Liedtext wurde von Bernie Taupin geschrieben.
Das Album Captain Fantastic and the Brown Dirt Cowboy wurde als Konzeptalbum realisiert und greift in chronologischer Reihenfolge sowie in autobiographischer Absicht Johns und Taupins Leben in London in den Jahren von 1967 bis 1970 auf. „Better Off Dead“ ist das siebte von zehn Liedern. Die konzeptionelle Handlung wird mit dem Titel Writing  fortgesetzt.

## Hintergrund
Es läuft nicht gut mit dem Lieder schreiben für John und Taupin. Wenn Taupin einen Text für ein Lied fertig hat, komponiert John in wenigen Stunden die Melodie dazu. Anschließend nehmen sie ein Demoband auf und müssen ihren Verleger Dick James überzeugen, dass dieses Lied wert ist, auf eine Platte gepresst zu werden. Auch wenn Dick James die Zeit dafür regelmäßig noch nicht als gekommen sieht, verdienen sie auf diese Weise etwas Geld.
Als sie an einem späten Abend nach etlichen Demoaufnahmen noch in eine Burgerbar gehen, um etwas zu essen, sehen sie viele Menschen, denen es anscheinend noch deutlich schlechter geht als ihnen selbst („As the whores and the drunks filed in from the street“ – „Die Huren und die Betrunkenen kommen nacheinander von der Straße herein“). Durch die verschmierten Barfenster beobachten sie Polizisten, die ein paar festgenommene Gestalten mit auf die Wache nehmen („We watched the arrested get taken away“) und an einem Zaun ist ein Graffiti zu sehen („There was a face on the hoarding that someone had drown on“). Dennoch finden sie diese Szenerie noch anregend („If you ask how I am then I’ll say inspired“), doch sie wären lieber tot, als so zu leben wie diese Menschen.

## Besetzung
- Elton John – Gesang, Klavier
- Davey Johnstone – Gitarre, Hintergrundgesang
- Dee Murray – Bassgitarre, Hintergrundgesang
- Nigel Olsson – Schlagzeug, Hintergrundgesang
- Ray Cooper – Triangel

## Produktion
- Gus Dudgeon – Produzent